# Love and Death
Love and Death – amerykańska grupa muzyczna wykonująca metal alternatywny. Była znana jako solowy projekt Briana Welcha po jego odejściu z Korna między 2005 a 2012. Grupa została ogłoszona w lutym 2012 jako odświeżenie projektu Welcha. Grupa łączy głos gitary siedmiostrunowej strojonej niżej z bardziej inspirującą i pozytywną treścią.

## Życiorys
Zespół został założony przez Briana „Head” Welcha w 2012 roku. Muzyk po odejściu z zespołu Korn rozpoczął w 2005 karierę solową. Po nagraniu materiału na płytę Save Me from Myself postanowił za pośrednictwem serwisu YouTube przesłuchać i dobrać sobie muzyków, którzy będą mu towarzyszyć w trasie koncertowej. Ostatecznego wyboru dokonał na osobistym przesłuchaniu w Arizonie gdzie wyłoniono pięciu muzyków: Michael Valentine (gitara basowa), Ralph Paltan (gitara), Brian Ruedy (instrumenty klawiszowe), Scott „SVH” Von Heldt (gitara i boczny wokal) oraz Dan Johnson (perkusja). Grupa zaczęła koncertować pod nazwą Brian „Head” Welch.
Po dwóch latach wspólnego koncertowania z zespołu odszedł Von Heldt ze względów rodzinnych, zaś Brian Ruedy przeszedł do formacji Whitesnake. Również Ralph Paltan rozstał się z grupą, lecz z nieznanych powodów. W tym momencie na stanowisko gitarzysty do zespołu dołączył J.R. Bareis. W takim składzie zespół nagrał singiel „Paralyzed” jeszcze pod szyldem Brian „Head” Welch. Na początku lutego 2012 roku grupa została przemianowana na Love and Death. Wiadomość o zmianie nazwy została przedstawiona w oficjalnym oświadczeniu Head’a. Brian wyjaśnia w nim: „Chciałem użyć nazwy zespołu dla marki mojej muzyki na kilka lat. Trwała dyskusja z moim managementem ale zaczęły się trasy a ja byłem w środku wspierania mojej trzeciej książki i wydawało się, że to idealna pora by rozdzielić nazwy. Tak więc czas by oddzielić od siebie rzeczy, które robię. Chcemy robić muzykę dla muzyki. Publicznie jednak nadal będę przemawiał jako Brian „Head” Welch. Cieszę się, że to zamieszanie się w końcu skończy.”
Minialbum Chemicals EP miał premierę 24 kwietnia 2012 roku. Pierwszym singlem zespołu był tytułowy utwór. Welch podpisał kontrakt z wytwórnią Tooth & Nail Records. Pierwszy album zespołu zatytułowany Between Here & Lost wyszedł 22 stycznia 2013 roku a już 17 września tego samego roku wyszła rozszerzona wersja albumu. W lutym 2013 Head powrócił do składu grupy Korn. W tym czasie koncertował jednocześnie z obu zespołami.
Zespół wystąpił w Warszawie na Impact Festival 4 czerwca 2013 roku obok grup Korn i Rammstein. 

## Dyskografia
Albumy
| Tytuł               | Dane dot. albumu                                         | Pozycja na liście | Pozycja na liście | Pozycja na liście | Pozycja na liście |
| Tytuł               | Dane dot. albumu                                         | USA               | USA Rock          | USA Hard Rock     | USA Christ.       |
| ------------------- | -------------------------------------------------------- | ----------------- | ----------------- | ----------------- | ----------------- |
| Between Here & Lost | - Data: 22 stycznia 2013 - Wydawca: Tooth & Nail Records | 81                | 28                | 5                 | 5                 |

Minialbumy
| Tytuł        | Dane dot. albumu                                    |
| ------------ | --------------------------------------------------- |
| Chemicals EP | - Data: 24 kwietnia 2012 - Wydawca: Headdog Records |